# Jusep Torres Campalans
Jusep Torres Campalans est le titre d’une œuvre de l’écrivain espagnol Max Aub publiée en 1958.

## À propos du livre
Il s’agit d’une biographie fictive d’un peintre catalan de ce nom, qui aurait été l’ami de Pablo Picasso et de nombreux artistes, et vouant une forte inimitié à Juan Gris du début du XXe siècle, d’abord à Barcelone, puis à Paris. Il aurait contribué à la naissance du cubisme puis, au début de la Seconde Guerre mondiale, il s’exile au Mexique, dans le Chiapas, où il vit reclus jusqu’à sa mort.
L’ouvrage est conçu comme une véritable biographie, avec de nombreux témoignages de contemporains, des photographies (qui sont des photomontages où Torres Campalans apparaît à côté de personnages réels), des reproductions de ses œuvres. Le fac-similé du catalogue d’une grande exposition de Torres Campalans est joint au livre. Cette exposition, organisée par un certain H. R. Town, aurait dû se tenir en 1942 à la Tate Gallery de Londres, mais la guerre empêcha sa réalisation, Town étant tué dans un bombardement. Torres Campalans aurait abandonné la peinture, conscient qu’il n’aurait jamais le génie auquel il aspirait. Il aurait alors confié à un petit carnet vert, dont des extraits se retrouvent dans le livre, ses réflexions sur l’art et la vie. On a pu faire un parallèle avec la vie de Max Aub, né à Paris, devenu espagnol et finalement exilé au Mexique.

## Réception
À sa sortie, le livre fut considéré et classé par les bibliothèques comme une véritable biographie, et de nombreux critiques se laissèrent piéger.
Au-delà du canular, le livre de Max Aub est considéré comme un témoignage précieux sur les mouvements artistiques qu’il connaissait bien (il avait, en tant qu’attaché culturel du gouvernement républicain, négocié l’acquisition du Guernica de Picasso), et ses propres réflexions.
Pour l'écrivain et journaliste Christian Authier, le livre est une « reconstitution fictive qui se révèle une manière d'autoportrait déguisé ».

## Expositions
Le musée Reina Sofía de Madrid a consacré du 13 juin au 23 août 2003 une exposition à Jusep Torres Campalans, exposant ses « œuvres » en regard des « vrais » peintres de son entourage : Picasso, Gris, Mondrian, Chagall, Matisse, Modigliani… Les tableaux de Torres Campalans avaient déjà fait l’objet d'expositions dans la galerie Excelsior à Mexico en 1958, et dans la galerie Bodley à New York en 1962.

## Éditions
- Jusep Torres Campalans  (trad. Alice et Pierre Gascar), Éditions Gallimard, coll. « Beaux livres », 1961, 288 p. (ISBN 2070105970)[4].
- Jusep Torres Campalans, Doubleday, 1962 (trad. Herbert Weinstock).
- Jusep Torres Campalans, Milano, Mondadori, 1963.
- Jusep Torres Campalans, Francfort, 1999 (trad. Eugen Helmlé et Albrecht Buschmann).
- Jusep Torres Campalans, Verticales, 2021.